# Чудесни Спајдермен 2
Чудесни Спајдермен 2 (енгл. The Amazing Spider-Man 2) је амерички суперхеројски филм из 2014. године, режисера Марка Веба заснован на Марвеловом стрипу о суперхероју Спајдермену и представља наставак филма Чудесни Спајдермен (2012). Сценаристи филма су Алекс Курцман, Роберто Орки и Џеф Пинкнер. Продуценти филма су Ави Арад и Мет Толмак. Музику је компоновао Ханс Цимер. Насловну улогу тумачи Ендру Гарфилд, а у филму наступају Ема Стоун, Џејми Фокс, Дејн Дехан, Кембел Скот, Ембет Давиц, Колм Фиор, Пол Џијамати и Сали Филд. Након догађаја из претходног филма, Њујорк је под опсадом Оскорпа, а на Спајдермену је да спаси град за који се заклео да ће заштитити као и своје вољене.
Након успеха филма Чудесни Спајдермен почео је развој наставка. Дехан, Џијамати, Џоунс и Купер су добили улоге између децембра 2012. и фебруара 2013. године. Филм је сниман у Њујорку од фебруара до јуна 2013. године. Филм је премијерно приказан 18. априла 2014. у Мексику, док је у америчким биоскопима реализован 2. маја исте године, у 2Д, 3Д и ИМАКС 3Д форматима. Добио је помешане критике од стране критичара и публике, али био је финансијски успешан са зарадом од 709 милиона долара, што га чини деветим филмом по заради из 2014. године, али и најнеуспешнијим играним филмом о Спајдермену.
Чудесни Спајдермен 2 је првобитно замишљен као почетак заједничког фикционалног универзума, а у плану су били наставци и спин-оф филмови, али су отказани. Уместо њих, започет је нови серијал о Спајдермену, у оквиру Марвеловог филмског универзума, где је главна улога припала Тому Холанду, који је дебитовао у филму Капетан Америка: Грађански рат (2016). Идеју о заједничком филмском универзуму је оживео Сони пикчерс 2018. године са филмом Веном смештеним у Сони-Марвелов универзум. Гарфилд и Фокс су поновили своје улоге као Спајдермен и Електро у филму Спајдермен: Пут без повратка (2021), који прати догађаје овог филма, бави се концептом мултиверзума и повезује се са франшизама Сема Рејмија и Веба.

## Радња
Највећа Спајдерменова борба одувек је била она коју је водио са самим собом: битка између свакодневног живота и обавеза Питера Паркера и херојских дужности Спајдермена. Међутим, Питер ће открити да највећи сукоб тек предстоји. За Спајдермена ништа се не може поредити са осећајем када лети међу солитерима, прихватајући улогу хероја и када проводи време са Гвен Стејси. Али бити Спајдермен има и своју цену: само он може заштитити своје суграђане од стравичног насиља које прети да уништи Њујорк. Појавом Електра, Питер се мора суочити са непријатељем далеко моћнијим од себе. А када му се вратио стари пријатељ, Хари Озборн, Питер је схватио да сви његови пријатељи имају нешто заједничко: Оскорп.

## Улоге
| Глумац         | Улога                         |
| -------------- | ----------------------------- |
| Ендру Гарфилд  | Питер Паркер / Спајдермен     |
| Ема Стоун      | Гвендолин Стејси              |
| Џејми Фокс     | Макс Дилон / Електро          |
| Дејн Дехан     | Харолд Озборн / Зелени гоблин |
| Колм Фиор      | Доналд Менкен                 |
| Пол Џијамати   | Алексеј Систевич / Носорог    |
| Сали Филд      | Мејбел Паркер                 |
| Кембел Скот    | Ричард Паркер                 |
| Ембет Давиц    | Мери Паркер                   |
| Фелисити Џоунс | Фелиша Харди                  |
| Б. Џ. Новак    | Алистер Смајд                 |